# Fernão Bracher
Fernão Carlos Botelho Bracher (São Paulo, 3 de abril de 1935 – São Paulo, 11 de fevereiro de 2019) foi um banqueiro brasileiro. Presidente do Banco BBA e vice-presidente do conselho de administração do Banco Itaú, foi o décimo presidente do Banco Central do Brasil, durante o governo Sarney.
Era casado com a educadora Sônia Maria Sawaya Botelho Bracher (1936-2015). O casal teve cinco filhos -  Beatriz, Candido,, Carlos, Eduardo e Elisa - além de 15 netos e três bisnetos.

## Biografia
Neto paterno de avó alsaciana, natural de Mulhouse e imigrante suíço germanófono proveniente do cantão de Berna, Fernão Bracher era  filho  de Zilah de Arruda Botelho e Eduardo Bracher, e bisneto de Antônio Carlos de Arruda Botelho, conde do Pinhal  (1827 – 1901). Graduou-se em direito pela Faculdade de Direito do Largo São Francisco.
Em 1958, decidiu cursar pós-graduação na Alemanha, tendo frequentado aulas e seminários na Universidade de Freiburg im Breisgau e na Universidade de Heidelberg. Na sequência, estagiou, em um escritório de advocacia em Munique. No retorno ao Brasil, voltou a trabalhar no escritório Pinheiro Neto, onde havia sido estagiário, durante o curso de graduação. Mas, pouco depois, foi convidado a ser assistente de diretoria no Banco da Bahia. Mais tarde, tornou-se diretor do Banco para o Setor Sul e, na sequência, diretor da Área Externa da mesma instituição. Em 1973, o Banco da Bahia foi comprado pelo Bradesco, mas Bracher ainda permaneceu na diretoria por um ano. Após sua saída do Bradesco, assumiu diretoria da Área Externa do Banco Central, posição que ocupou por cinco anos (1975 a 1980).
Foi então trabalhar na Atlântica Boavista, uma companhia de seguros, cujo controle acionário seria, já em 1981, adquirido pelo Bradesco, o que acabou levando Bracher de volta ao banco, assumindo uma vice-presidência.
De 1985 a 1987, Fernão Bracher volta ao Banco Central, agora como presidente da instituição.:9-11 Nessa época, a diretoria do BC também era composta por André Lara Rezende e Pérsio Arida, que participaram da elaboração do Plano Cruzado, executado a partir de fevereiro de 1986.
Ao sair do Banco Central, cria, em 1988, juntamente com Antonio Beltrán Martínez, a Bracher, Beltran e Associados (BBA), que estabelece uma parceria de negócios com o Banco Creditanstalt Bankverein, o mais antigo banco da Áustria. Forma-se assim o BBA Creditanstalt. Anos depois, o controle do banco passaria ao Banco Itaú, transformando-se em Itaú-BBA, com Bracher permanecendo como presidente da instituição. 
Em 2005, Fernão Bracher dissocia-se definitivamente da presidência do Itaú-BBA, que é passada ao seu filho Candido Botelho Bracher, então vice-presidente do banco, assumindo, a partir de  2017, a presidência do Banco Itaú Unibanco.

## Morte
Fernão Bracher faleceu aos 83 anos de idade, ao meio-dia de 11 de fevereiro de 2019, em consequência de complicações de saúde, após uma queda sofrida em sua fazenda, no interior do estado de São Paulo. Uma semana após ter dado entrada no Hospital Albert Einstein, um infarto matou o banqueiro.